# Mattinate di Bruges

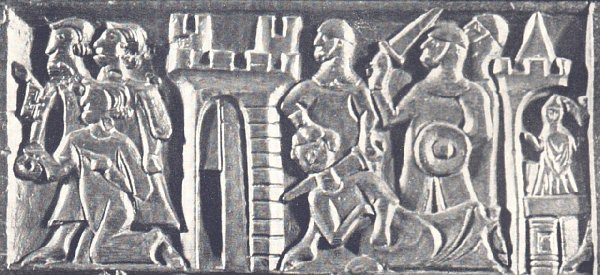
Storia delle Mattinate di Bruges, incisione sulla parte frontale del baule di Oxford.

Le mattinate di Bruges furono in realtà la mattina del 18 maggio 1302 durante la quale gli abitanti della città, esasperati dalle angherie dei francesi, si ribellarono trucidando la guarnigione francese della città, da poco divenuta dominio del re di Francia Filippo il Bello. La denominazione di "mattinate" ebbe origine per analogia ai Vespri siciliani.

## Cause
Il re di Francia Filippo il Bello aveva appena conquistato le Fiandre catturando anche il loro conte, Guido di Dampierre e nel 1301 giunse a Bruges per farvi il suo solenne ingresso come regnante. Dopo la sua partenza, colma di provocazione, il popolo di Bruges apprese che ne avrebbe pagato tasse. Pieter de Coninck, un capo molto popolare dei tessitori di Bruges, protestò contro questa decisione, ma il balivo reale lo fece imprigionare insieme a venticinque altre personalità della città. Ne nacque un moto popolare che li liberò (luglio 1301).
Il governatore francese Giacomo di Châtillon allora invase la città e ne bandì de Coninck, figura simbolica della resistenza fiamminga. Egli ricevette tuttavia l'appoggio dei figli ancora liberi del conte Dampierre, Giovanni I di Namur e  Guido di Namur e del loro nipote Guglielmo di Juliers il Giovane.
Questo appoggio, il cambio di campo dei borghesi di Bruges, privati delle loro libertà tradizionali con l'inclusione nel regno di Francia e le nuove imposte istituite da Jacques de Châtillon, consentirono facilmente il rientro in città di de Coninck nel dicembre dello stesso anno. Il suo solo prestigio gli consentì d'imporre la sospensione dei lavori di demolizione delle mura della città, disposti da Filippo il Bello.
All'inizio di maggio del 1302, mentre Jan Breydel, decano dei macellai di Bruges, s'impadroniva del castello di Male alla testa di settecento cittadini, de Coninck negoziava con il magistrato della città l'evacuazione degli abitanti di Bruges e la salvaguardia degli edifici e delle case. Egli fece dar fuoco ad alcune balle di paglia per far credere che i francesi avessero vinto e messo a ferro e fuoco la città. Nel frattempo riunì i conti fiamminghi ancora liberi per preparare una battaglia che diventerà celebre con il nome di battaglia degli speroni d'oro. Tuttavia non riuscì a far aderire alla causa di Bruges la città di Gand, ove l'oligarchia mercantile aveva ripreso il potere.
Jacques de Châtillon marciò nuovamente su Bruges, i cui abitanti avrebbero dovuto o sottometterglisi o lasciare la città. Pieter, Jan Breydel e alcune migliaia di cittadini lasciarono Bruges, consentendo l'ingresso in città al governatore francese (17 maggio 1302), alla testa delle sue truppe, contrariamente agli accordi presi. Inquieti per le loro sorti, i cittadini rimasti richiamarono quelli andati in esilio. La loro comparsa il mattino del 18 maggio davanti alle mura cittadine (lo stesso Pieter comparve davanti alla porta Sainte-Croix arringando i suoi concittadini al grido Vlaanderen den Leeuw!, "La Fiandra al Leone") diede inizio al massacro dei francesi e degli léliaerts (partigiani dei Francesi) e Jacques de Châtillon fuggì scampando a mala pena al massacro.

## Sviluppo degli eventi
Gli insorti in armi, con Pieter de Coninck alla loro testa, penetrarono nottetempo nelle case, ove erano alloggiati forzatamente i francesi. Secondo la tradizione, per riconoscere i francesi si sarebbero rivolti agli occupanti la casa chiedendo loro Des gilden vriend? (Amico delle gilde?): se la risposta era negativa, gli occupanti venivano passati a fil di spada. Secondo alcuni storici belgi, la parola d'ordine sarebbe stata Schild en vriend, che significa "scudo e amico" e la cui pronuncia in dialetto fiammingo era molto diversa da quella di una lettura francofona di base child an vrian, il che consentiva di rendersi conto, fuor di ogni dubbio, dell'origine linguistica dell'interpellato. Le persone trucidate furono circa un migliaio.
Il governatore Giacomo I di Châtillon riuscì a fuggire con un pugno di seguaci e di leliaerts.